# Wilfried Bien

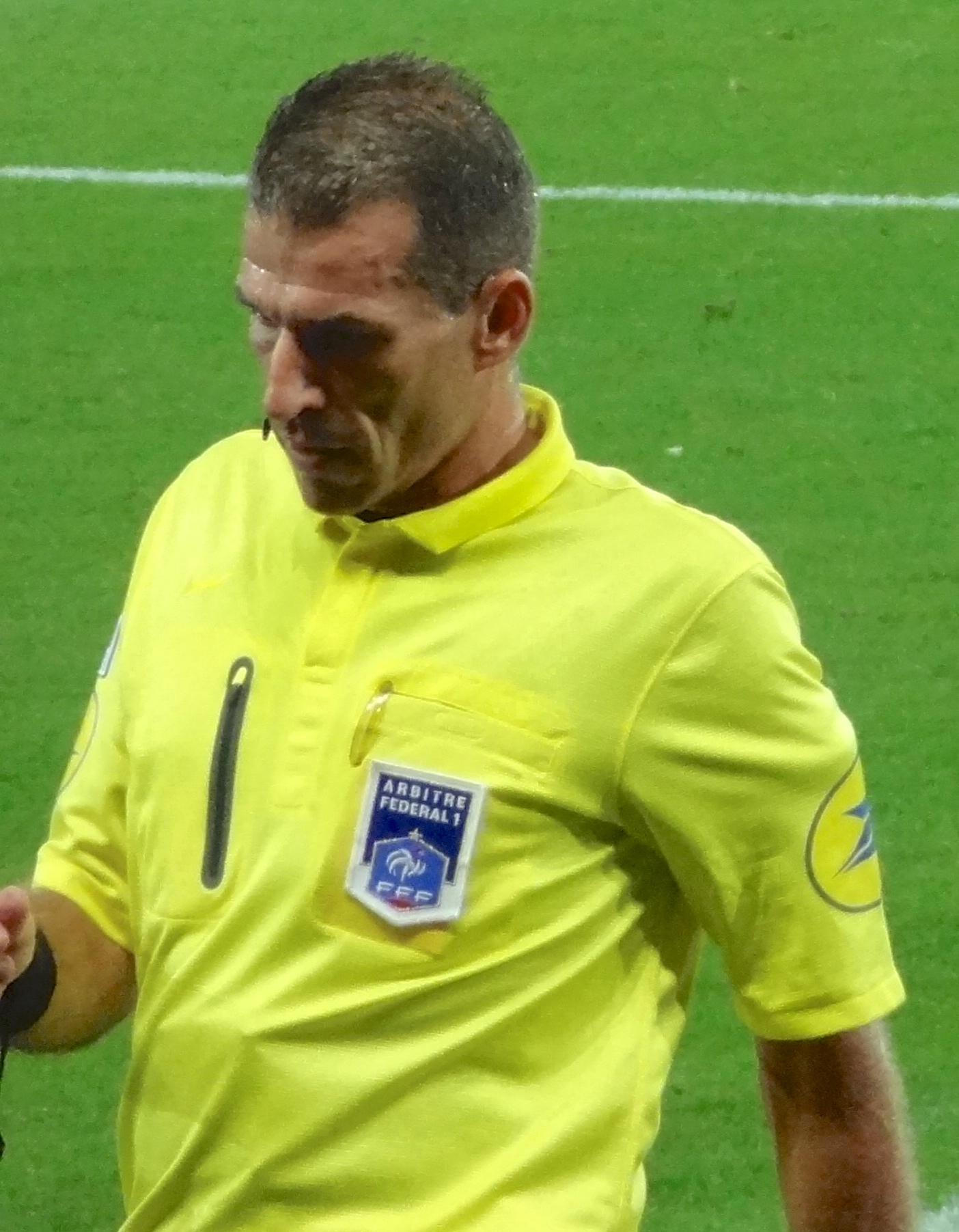
Wilfried Bien (2012)

Wilfried Bien (* 10. Mai 1974 in Chambéry) ist ein ehemaliger französischer Fußballschiedsrichter.
Bien leitete von Juli 2007 bis November 2016 insgesamt 75 Spiele in der französischen Ligue 2 und von August 2009 bis Dezember 2015 insgesamt 118 Spiele in der Ligue 1. Zudem pfiff er 2010 ein internationales Freundschaftsspiel zwischen Paraguay und der Elfenbeinküste in Thonon-les-Bains.